# Кварк-глюонна плазма

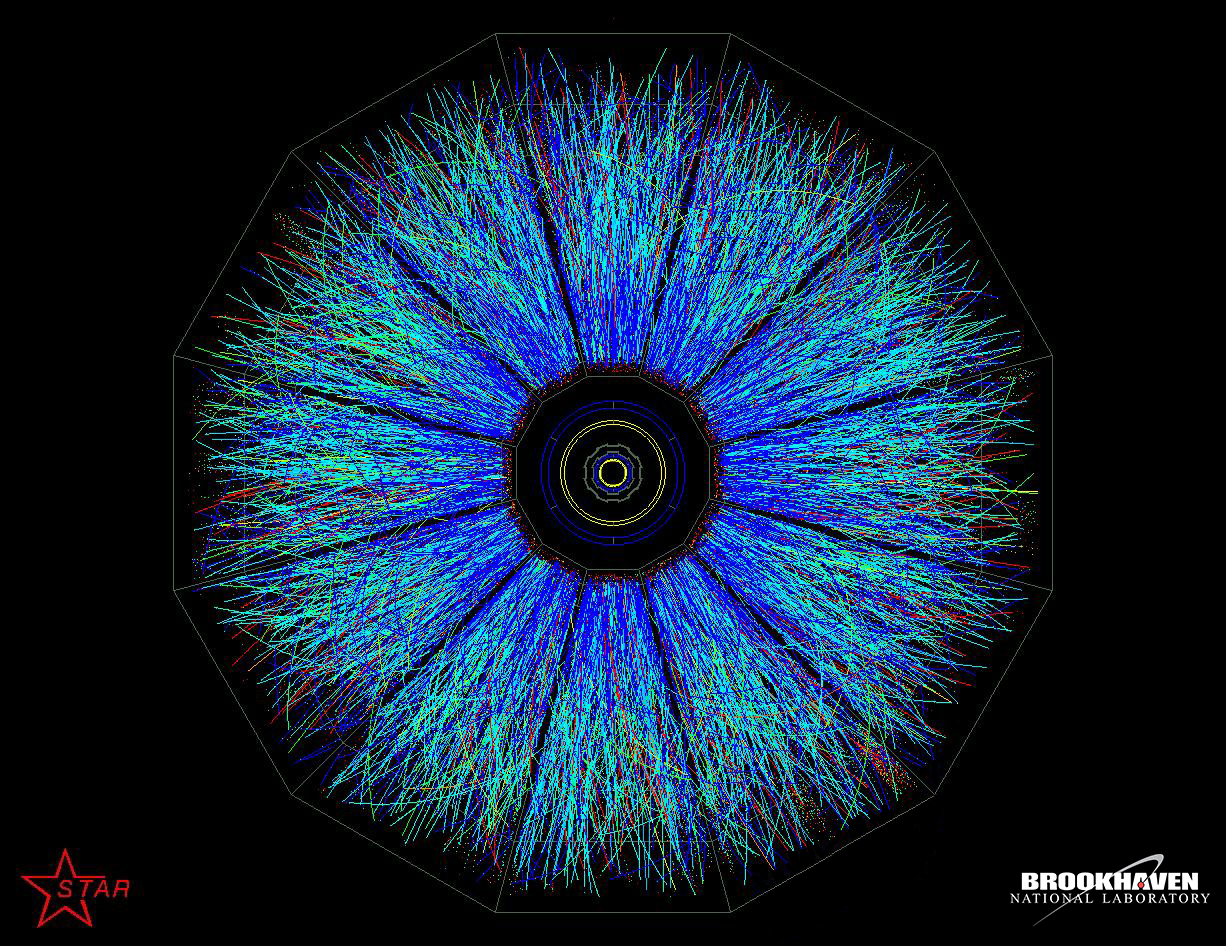
Зображення одного з перших зіткнень іонів золота в експериментах у Брукхевені на RHIC.

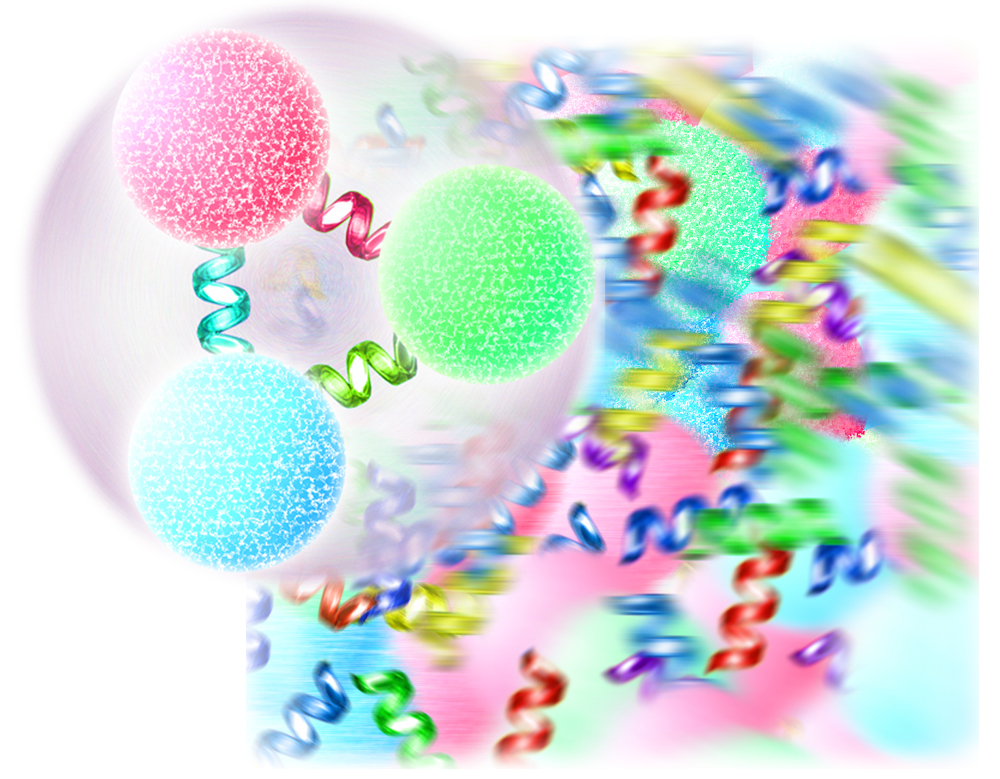
Наочна модель кварк-глюонної плазми

Кварк-глоюонна плазма (квагма, хромоплазма) — стан матерії, у якому кварки та глюони перебувають у вільному, не зв'язаному в нуклонах, стані.
На сьогодні відомо 4 стани речовини: газ, рідина, тверде тіло, плазма. Новий стан речовини можна отримати при великих баріонних густинах та енергіях.
Ідея кварк-глюонної плазми ґрунтується на припущенні екранування колірного заряду, аналогічно екрануванню електричного заряду в плазмі. Окремі кварки та глюони не можуть існувати у вільному стані через явище конфайнмента, яке дозволяє вільне існування тільки безколірних або «білих» частинок — баріонів та мезонів.
Однак, при високій густині кварків та глюонів, взаємодія між ними може екрануватися і швидко зменшуватися з віддаллю. У такому разі кварки й глюони не об'єднувалися б в композитні частинки.
Кварк-глюонна плазма є передбаченим станом матерії в КХД, який існує при дуже високій температурі й густині. Цей стан, як вважають, складається з асимптотично вільних кварків і глюонів, які є одними з основних частинок, що утворюють матерію.
Вважається, що через частки мілісекунд після Великого Вибуху, Всесвіт перебував у стані кварк-глюонної плазми (також відомий як кваркова епоха). У червні 2015 міжнародна група фізиків утворила кварк-глюонну плазму на Великому Адронному Колайдері за допомогою зіткнення протона з ядрами свинцю при високій енергії всередині детектора Компактного Мюонного Соленоїда на суперколайдері. Вони також виявили, що цей новий стан матерії поводить себе як флюїд.
Напруженість колірної сили змушує кварк-глюонну плазму поводити себе не так, як звичайна газова плазма. Вона поводить себе як майже ідеальна рідина Фермі, хоча дослідження її характеристик тривають. На фазовій діаграмі кваркової матерії кварк-глюонна плазма поміщається в режим з високою температурою і густиною; в той час як звичайна матерія є холодною, розрідженою сумішшю ядер і вакууму; гіпотетичні кваркові зорі складатимуться з відносно холодної, але щільної кваркової матерії.
Експериментатори в ЦЕРН на SPS вперше намагались створити кварк-глюонну плазму в 1980-х, 1990-х роках: результати експериментів привели ЦЕРН до висновку про існування нового стану матерії, про який вони оголосили в 2000 році. Експерименти 2011 року в Брукхевенській національній лабораторії на Релятивістському колайдері важких іонів (RHIC) у Лонг-Айленді (Нью-Йорк, США) і в ЦЕРН на Великому адронному колайдері (Швейцарія) продовжують ці спроби зіткнень прискорених до релятивістських швидкостей ядер золота (RHIC) або свинцю (LHC) одного з одним або з протонами. Вчені в Брукхевені стверджують, що їм вдалось утворити кварк-глюонну плазму температурою 4 трильйони кельвін.
Три експерименти в ЦЕРН на ВАК на спектрометрах ALICE, ATLAS і CMS продовжують вивчати властивості квагми.

## Вступ
Кварк-глюонна плазма є станом речовини, в якому елементарні частинки, що утворюють адрони, звільняються від сильного притягання одна до одної при надзвичайно високій густині енергії. Ці частинки — це кварки й глюони. У звичайній матерії кварки зв'язані; у квагмі конфайнмент відсутній. Класичні кварки квантової хромодинаміки є ферміонними компонентами мезонів і баріонів, в той час як глюони — бозонними.
Хоча експериментальні висока температура й густина передбачають утворення кварк-глюонної плазми, і це вже було реалізовано в лабораторіях, проте матерія, що є результатом цих експериментів, не поводить себе, як квазіідеальний стан вільних кварків і глюонів, а як майже ідеальний флюїд. Насправді, той факт, що кварк-глюонна плазма, яка в даний час реалізується на прискорювачах частинок, ще не буде «вільною», було передбачено в 1984 році як наслідок залишкових ефектів конфайнменту.

### Зв'язок зі звичайною плазмою
Плазма є станом матерії, в якому заряди екрануються через наявність інших рухомих зарядів; наприклад: закон Кулона пригнічується екрануванням з отриманням залежності (Q -> Q × exp(-r/α), тобто заряд Q зменшується експоненційно з відстанню, поділеною на екранувальну довжину α). У кварк-глюонній плазмі екрануються колірні заряди кварків і глюонів. Кварк-глюонна плазма має й інші аналогії зі звичайною плазмою. Є також відмінності, тому що колірний заряд є неабелевим, в той час як електричний — абелів.

### Теорія
Одним із наслідків цієї відмінності є те, що колірний заряд є занадто великим для пертурбативних обчислень, які є основою КЕД. У результаті, основним теоретичним інструментом для дослідження квагми є ґратчаста калібрувальна теорія. Температуру переходу (приблизно 175 МеВ) вперше було передбачено за допомогою ґратчастої калібрувальної теорії. Відтоді ця теорія використовувалась для передбачення багатьох інших властивостей цього виду матерії.

### Експериментальне отримання

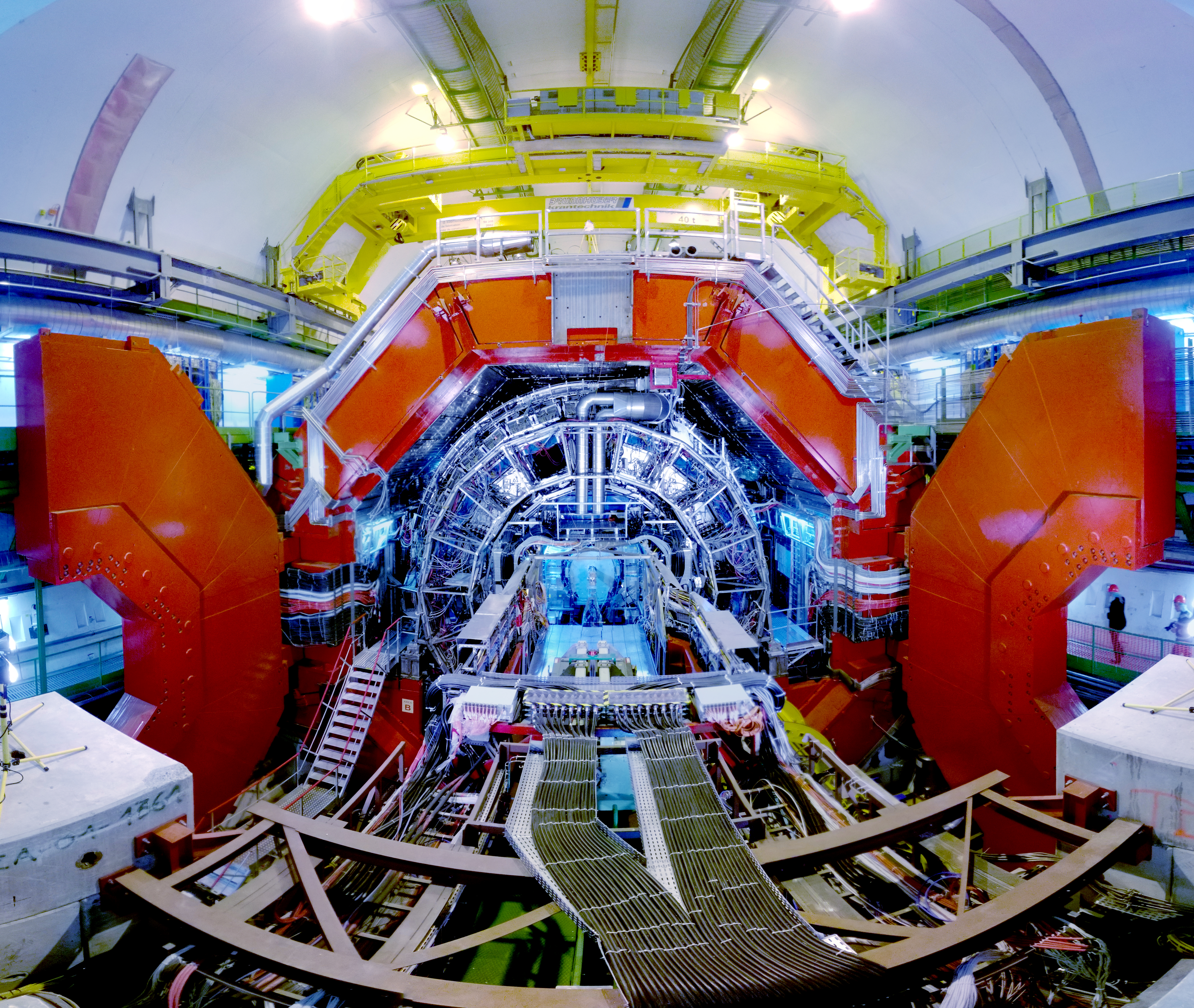
Експеримент ALICE в ЦЕРН, який проводить дослідження кварк-глюонної плазми.

Кварк-глюонна плазма може бути отримана нагріванням матерії до температури 2×1012 К, що становить 175 МеВ на частинку. Температура, отримана в цих експериментах, є найбільшою температурою, коли-небудь отриманою на землі, і в 100 000 разів вища за температуру в центрі Сонця. Це може бути досягнуто шляхом зіткнення двох великих ядер при високій енергії (зауважимо, що 175 МеВ не є енергією зіштовхуваних пучків). Ядра свинцю і золота використовувались для таких зіткнень в ЦЕРН SPS i BNL RHIC, відповідно. Ядра розганяються до ультрарелятивістських швидкостей і спрямовуються одне на одне. При їх зіткненні відбувається фазовий перехід частини ядерної речовини до стану кварк-глюонної плазми. Така ділянка існує близько 10−23 с, після чого внаслідок розширення її температура знижується і відбувається зворотний процес адронізації, коли окремі кварки об'єднуються у мезони та баріони, які фіксуються відповідними детекторами.
Дослідженням у цій галузі також планує займатися майбутній експеримент CBM (GSI, Дармштадт, Німеччина), а також колайдер на важких іонах NICA (ОІЯД, Дубна, Росія).
У 2001 році, у Брукхевенській національній лабораторії під час зіткнень ядер атомів золота на колайдері RHIC (Relativistic Heavy Ion Collider) були зафіксовані незвичні ефекти, такі як пригнічення одного з адронних струменів, що, гіпотетично вказували на утворення при зіткненні кварк-глюонної плазми. У 2003 році, при зіткненнях ядер золота з дейтерієм, було показано, що в експериментах 2001 року дійсно утворювався цей стан речовини.  Подальші експерименти підтвердили рідиноподібну поведінку матерії у цьому стані. Час існування плазми становив десятки йоктосекунд.

### Кварк-глюонна плазма в загальній схемі фізики
Кварк-глюонна плазма є частиною сучасної теорії фізики елементарних частинок, Стандартної Моделі. Інші частини цієї теорії мають справу з електрослабкою взаємодією і нейтрино. Теорію електродинаміки перевірено і визнано правильною з точністю до мільярдних. Теорію слабкої взаємодії перевірено і визнано коректною з точністю до частин від тисячі. Збурені форми в КХД протестовані з точністю в кілька відсотків. А незбурені форми КХД взагалі ледь були протестовані. Вивчення кварк-глюонної плазми є частиною спроб отримати велику об'єднану теорію елементарних частинок.
Вивчення квагми також допомагає в визначенні температурної теорії поля, гілки теоретичної фізики, яка прагне зрозуміти фізику елементарних частинок в умовах високих температур. Такі дослідження є важливими для розуміння ранньої еволюції Всесвіту (перші 100 мікросекунд). Це має вирішальне значення для нового покоління фізики спостережень Всесвіту. Це також має відношення до Теорії великого об'єднання, яка прагне об'єднати фундаментальні взаємодії в природі.

## Очікувані властивості

### Термодинамічнівластивості
Температура переходу з нормального адронного стану матерії в кварк-глюонну плазму становить близько 2·1012 К (175 МеВ). Цей перехід може бути не тільки якісною особливістю, а й стосуватись істинного (другого порядку) фазового переходу. Явище відповідає густинам енергії трохи меншим ніж 1 ГеВ/м3. Для релятивістської матерії тиск і температура не є незалежними змінними, тож рівняння стану є співвідношенням між густиною енергії і тиском. Це було виявлено за допомогою ґратчастих обчислень і порівняно як з теорією збурень, так і теорією струн. Це досі є об'єктом активних досліджень.

### Потік
Рівняння стану є важливим внеском у рівняння потоку. Середню довжину вільного пробігу кварків і глюонів було обчислено за допомогою теорії збурень, а також теорії струн. Решітчасті розрахунки повільніші в цьому випадку, хоча перші розрахунки деяких коефіцієнтів вже давно були завершені. Вони показують, що час вільного пробігу кварків і глюонів в кварк-глюонній плазмі порівнянний з відстанню між частинками; звідси квагма може вважатись рідиною через властивості її потоку. Це дуже активно досліджувана область, і висновки можуть швидко розвиватись. Включення дисипативних явищ у гідродинаміку — це ще одне недавнє досягнення, яке все ще знаходиться в стадії активних досліджень. Теоретичні обрахунки вказують, що кварк-глюонна плазма повинна мати властивості надплинної рідини.

## Гіпотеза глазми
З 2008 існує дискусія про гіпотетичний стан-попередник кварк-глюонної плазми, так звана «глазма», в якому частинки конденсуються в деякий аморфний стан, перед переходом між обмеженим станом і плазмою-рідиною. Це було б аналогічно утворенню металевих аморфних сплавів перед справжнім станом рідкого металу.

## Існування у природі
Вважається, що кварк-глюонна плазма була одним із станів, через який пройшов у своїй еволюції Всесвіт у час до 10−5 с після Великого вибуху.
На сучасному етапі еволюції Всесвіту матерія у стані кварк-глюонної плазми може існувати у центрі масивних нейтронних зірок, де внаслідок величезних тисків окремі баріони зливаються так, що їхні складові кварки набувають можливості вільно переміщуватися по всьому об'єму такої речовини.

## Значення
Вивчення кварк-глюонної плазми є важливим для розуміння ранніх етапів еволюції Всесвіту, кінцевих стадій розвитку деяких зірок та для стоворення об'єднаної теорії фізичних взаємодій.